# Bethylus
Bethylus is een geslacht van vliesvleugelige insecten van de familie platkopwespen (Bethylidae).

## Soorten
- B. apteryx Kieffer, 1905
- B. boops (Thomson, 1861)
- B. cenopterus (Panzer, 1801)
- B. cephalotes (Foerster, 1860)
- B. coniceps (Kieffer, 1904)
- B. dendrophilus Richards, 1939
- B. dubius (Kieffer, 1904)
- B. formicarius (Panzer, 1806)
- B. fuscicornis (Jurine, 1807)
- B. fuscipennis Klug, 1810
- B. gestroi Kieffer, 1904
- B. hemipterus (Panzer, 1801)
- B. hyalinus (Marshall, 1874)
- B. latus Wollaston, 1858
- B. linearis Wollaston, 1858
- B. lineatus Kieffer, 1905
- B. mandibularis (Kieffer, 1904)

- B. nitidus (Thomson, 1862)
- B. nudipennis Klug, 1810
- B. paradoxus Nagy, 1970
- B. pilosus (Kieffer, 1904)
- B. punctatus Latreille, 1804
- B. ruficornis (Klug, 1810)
- B. rufipes (Kieffer, 1904)
- B. struvei Szelenyi, 1941
- B. tenuis Wollaston, 1858